# Chiesa di Santo Stefano al Vomero
La chiesa di Santo Stefano al Vomero è una delle chiese storiche di Napoli; è sita nel quartiere Vomero, in corso Europa, nella parte alta della città.
La chiesa, tipicamente settecentesca, fu innalzata ad opera di Marco Di Lorenzo, proprietario del suolo in oggetto. Questi donò parte dei suoi averi ai padri Camaldolesi, ai quali la chiesa appartenne per lungo tempo, almeno sino a tutto il XIX secolo. In seguito, i padri la cedettero ad un certo Giuseppe Mongiardino il quale, al demanio, diede un capitale per celebrarvi una messa quotidiana e per la festa di San Marco, allestita ogni 25 aprile.
Ultimo rettore dell'edificio di culto fu monsignor Salvatore Naddeo. Oggi la struttura risulta restaurata, ma è chiusa al culto. All'interno sono presenti alcune opere d'arte, tra queste spicca il monumento funebre della duchessa di Salve (scolpito da Tito Sarrocchi).